# Griekse marine
De Griekse marine, officieel Πολεμικό Ναυτικό, is het maritieme onderdeel van de Griekse Strijdkrachten en is werd opgericht in 1828 tijdens de Griekse Onafhankelijkheidsoorlog. De marine nam onder andere deel aan de Balkanoorlogen, Eerste Wereldoorlog en de Tweede Wereldoorlog.
De Griekse marine beschikt over 116 schepen, waaronder 13 fregatten, 11 onderzeeboten en over 27 vliegtuigen. De belangrijkste marinebases bevinden zich in Piraeus, Salamis, Thessaloniki, Patras, Souda en Chania.